# Atogepant
Atogepant ist ein Arzneistoff aus der Wirkstoffklasse der Gepante. Unter den Namen Qulipta bzw. Aquipta (AbbVie) ist er in den USA und den EWR-Staaten zugelassen zur vorbeugenden Behandlung der episodischen Migräne.
Atogepant wird oral verabreicht.

## Wirkungsmechanismus
Gepante sind niedermolekulare CGRP-Rezeptor-Antagonisten. CGRP steht für Calcitonin Gene-Related Peptide, ein Neuropeptid, das an der Auslösung von Migräneanfällen beteiligt ist.
Atogepant blockiert den CGRP-Rezeptor und hebt dadurch die Effekte von CGRP auf.

## Eigenschaften
Atogepant ist ein weißes bis fast weißes Pulver. Es ist leicht löslich in Ethanol, löslich in Methanol, wenig löslich in Aceton, schwer löslich in Acetonitril und praktisch unlöslich in Wasser.
Anders als die CGRP-Inhibitoren aus der Gruppe der monoklonalen Antikörper kann das niedermolekulare Atogepant oral gegeben werden.

## Klinische Prüfung
Die Wirksamkeit wurde in zwei randomisierten, multizentrischen, doppelblinden, placebokontrollierten Studien gezeigt. An den Studien nahmen Patienten teil, bei denen seit mindestens einem Jahr eine Migräne mit oder ohne Aura besteht, gemäß den diagnostischen Kriterien der Internationalen Klassifikation von Kopfschmerzerkrankungen (ICHD-3).
- In der doppelblinden Phase-3-Studie ADVANCE[4] wurden Erwachsene mit 4 bis 14 Migränetagen pro Monat in einem Verhältnis von 1:1:1:1 nach dem Zufallsprinzip 12 Wochen lang mit einer einmal täglich verabreichten Dosis Atogepant (10 mg, 30 mg oder 60 mg) oder Placebo behandelt. Der primäre Endpunkt war die Veränderung der durchschnittlichen Anzahl von Migränetagen pro Monat über die 12 Wochen hinweg gegenüber dem Ausgangswert. Zu den sekundären Endpunkten gehörten die Kopfschmerztage pro Monat, eine Verringerung der durchschnittlichen Migränetage pro Monat um mindestens 50 % im Vergleich zum Ausgangswert, die Lebensqualität und die Ergebnisse des Activity Impairment in Migraine-Diary (AIM-D).[5]

In allen drei Dosisgruppen wurde eine signifikante Reduktion der Migränetage (−3,7 Tage,   −3,9 Tage, −4,2 Tage) im Vergleich zur Placebogruppe (−2,5 Tage) gegenüber dem Ausgangswert (7,5 bis 7,9 Tage) erreicht. Die Ergebnisse für die sekundären Endpunkte sprachen für Atogepant (mehr als 50-prozentige Reduktion der monatlichen Schmerztage bei 56 %/59 %/61 % der Patienten in den Atogepant-Gruppen, im Vergleich zu 29 % in der Placebogruppe), mit Ausnahme einiger AIM-D-Ergebnisse für die 10-mg-Dosis.
Die häufigsten unerwünschten Ereignisse waren Verstopfung und Übelkeit. Zu den schwerwiegenden unerwünschten Ereignissen gehörten ein Fall von Asthma und Sehnervenentzündung.
- Die ebenfalls zulassungsrelevante Phase-2b/3-Studie[6] hatte als primären Endpunkt für die Wirksamkeit die Veränderung der durchschnittlichen monatlichen Migränetage während des 12-wöchigen Behandlungszeitraums gegenüber dem Ausgangswert. Auch in dieser Studie kam es in allen drei Atogepant-Behandlungsgruppen im Vergleich zu Placebo zu einer signifikant stärkeren Verringerung der durchschnittlichen monatlichen Migränetage.[2]

## Zulassung
Unter dem Namen Qulipta (AbbVie) wurde Atogepant im  September 2021 in den USA zugelassen zur vorbeugenden Behandlung der episodischen Migräne. Im August 2023 erfolgte die Zulassung für die EU-Staaten.

## Handelsnamen
Qulipta (USA), Aquipta (EU)